# Het Forreyst

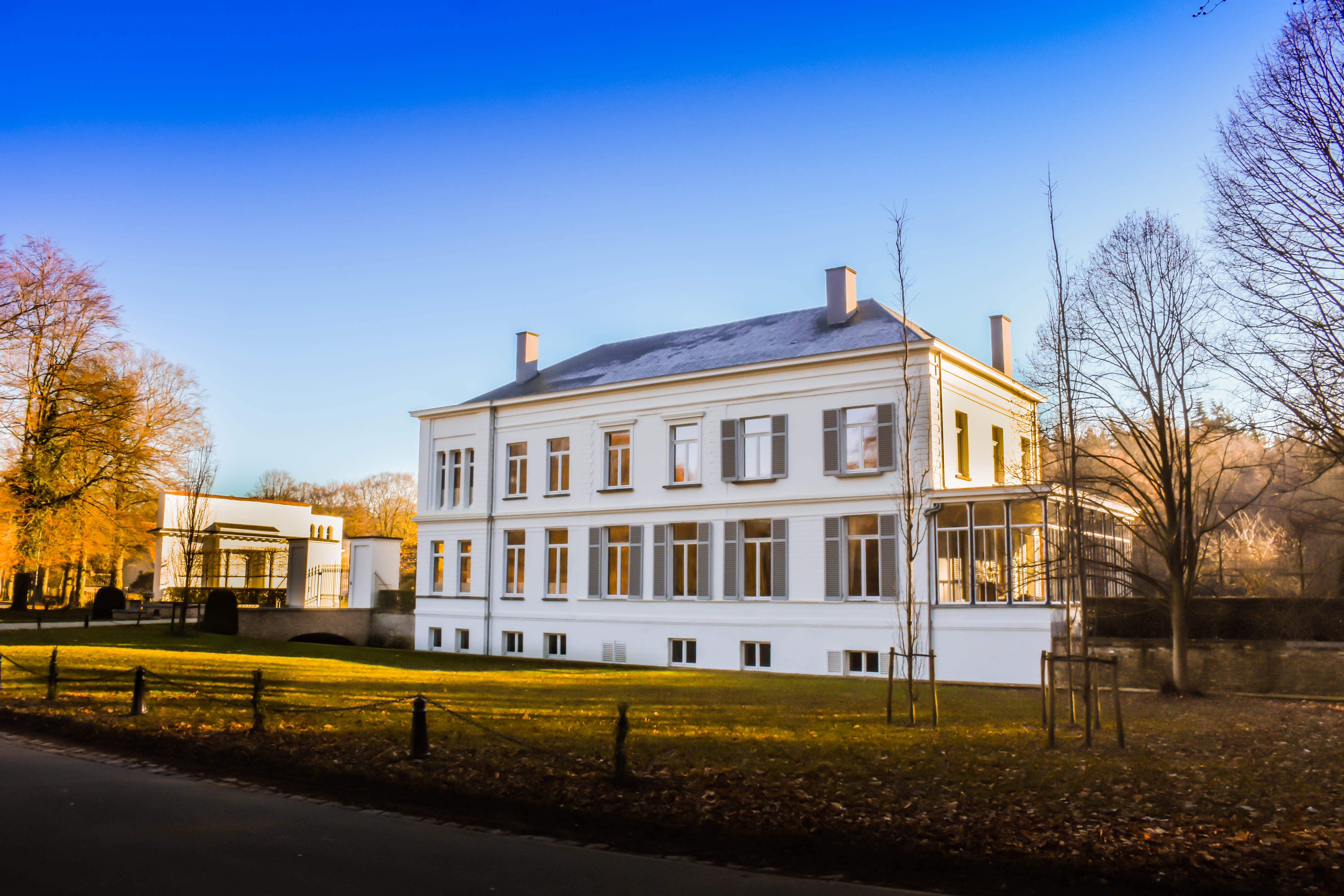
Het 19e-eeuwse Kasteel Het Forreyst na de restauratie in 2016.

Het kasteel Forreyst (of: Foreest) is een manoir in de Belgische stad Brugge (deelgemeente Sint-Andries). 

## Geschiedenis
Het domein Forreist of Foreyst of Les Cèdres werd opgericht in empirestijl voor 1815 in opdracht van Anselme de Peellaert, kamerheer van Napoleon Bonaparte. Hij wilde een landgoed oprichten waardig om de keizer te ontvangen. Door financiële problemen werd uiteindelijk slechts één vleugel opgericht die bovendien uitvoerig aangepast werd in het verloop der jaren onder meer door architect Arthur Degeyter.
Het werd bewoond door wijlen Roger baron van Caloen (overleden in 1985) en z'n echtgenote/weduwe Monique barones de Coninck de Merckem, die in 2012 overleed. Recent voor de bescherming (2015) en renovatie heeft de toegangsdreef een publiek karakter verworven. De dreef wordt nu gebruikt als fietsroute tussen de Gistelse Steenweg en de Doornstraat.